# Rosa Namises
Visolela Rosalinda "Rosa" Namises (20 de abril de 1958), apodada la "Rosa Luxemburgo de Namibia", es una política namibia, activista de derechos humanos y jefa de una facción de los ǀKhomanin, un clan del pueblo Damara. Fue miembro del Parlamento y miembro fundadora y ex secretaria general del Congreso de Demócratas de Namibia (CoD). Voz destacada sobre cuestiones de género, violaciones de derechos humanos y violencia contra mujeres y niños en Namibia, es directora de Woman Solidarity Namibia y trabaja en el centro residencial Dolam Child Care, una guardería para niños vulnerables.

## Trayectoria
Namises nació el 20 de abril de 1958. Fue una de los nueve hijos de un padre angoleño y una madre Damara en la antigua ubicación de Windhoek, la capital de Namibia. Creció con su padre hasta los 15 años y asistió a la escuela secundaria Augustineum en Windhoek. Después de graduarse, trabajó primero como limpiadora y como asistente de enfermería y, en paralelo, completó su acceso a la universidad a través de un curso por correspondencia en Sukses College.
Su activismo político la llevó primero a la cárcel y más adelante al exilio, lo que la obligó a interrumpir su educación. Sólo en 1990, cuando Namibia se independizó, continuó estudiando. Se diplomó en Educación Básica y de Adultos por la UNISA y en Desarrollo y Planificación de Género por la Universidad de Londres. Además, tiene un Diploma en Mujeres que Lideran, se ha formado como paralegal y adquirió habilidades de asesoramiento y facilitación.

## Carrera política
A principios de la década de 1980, Namises se unió a la entonces ilegal Organización del Pueblo de África del Sudoeste (SWAPO por sus siglas en inglés). Organizaba reuniones, reclutaba nuevos miembros y distribuía material promocional. Fue capturada y pasó dos meses en régimen de aislamiento, pero pronto volvió a su actividad política. En 1985 perdió su trabajo en el hospital después de haber sido vista de la mano en público de un médico blanco, violando la legislación del apartheid sobre segregación racial.  También fue encarcelada por segunda vez por su actividad política, esta vez durante 14 meses.
Una vez liberada, la Iglesia Católica le ofreció un trabajo como responsable de desarrollo comunitario. Ese mismo año , Ben Ulenga fue liberado de la prisión de Robben Island. Namises y Ulenga se conocieron y se convirtieron en pareja poco después. Estando embarazada de su segundo hijo en 1987 pero sin casarse, Namises fue despedida. Ella también abandonó su fe católica en ese momento, y por ese motivo. Namises se exilió y trabajó en Europa y América. Sólo regresó después de la independencia de Namibia en 1990. Poco después se descubrieron varias violaciones de derechos humanos cometidas en el pasado por la SWAPO. Como la organización levantó un muro de silencio en lugar de examinar lo sucedido, Namises dejó de ser miembro de la SWAPO en 1992.
Cuando se fundó el Congreso de los Demócratas (CoD) en 1999, Namises fue una de sus miembros fundadoras. En las elecciones parlamentarias posteriores, el CoD obtuvo siete escaños y Namises, como secretaria general, se convirtió en miembro del Parlamento para la Tercera Asamblea Nacional. En las siguientes elecciones de 2004 el CoD sólo obtuvo cinco escaños, y fue una de las políticas que no volvió al parlamento. Sin embargo, tras la expulsión de Nora Schimming-Chase en 2009, Namises ocupó su escaño durante el resto del período legislativo.

## Activismo
Mientras Namises entraba y salía de la política, ejercía como activista y cabildera. Su primer rol formal fue su trabajo en el Centro de Asistencia Legal a principios de la década de 1990, trabajo que aceptó después de dejar la SWAPO. Ella ayudó a descubrir y combatir violaciones de derechos humanos en dicha organización, un paso que describió como "venganza".
Es la directora de Woman Solidarity Namibia, una organización que lucha contra la violencia contra mujeres y niños. Namises también es la fundadora y principal gestora de Dolam Residential Child Care, una guardería para niños vulnerables.

## En los medios
- Rosa und Uria, una película alemana sobre la vida de Rosa Namises y Uria Kariere en vísperas de la independencia de Namibia.[7]
- Portrait einer beeindruckenden Frau [Retrato de una mujer impresionante], de Dora Borer.[8]